# Дороти Миллс
«Дороти Миллс» (англ. Dorothy Mills) — французский фильм ужасов, вышедший на экраны в 2008 году.

## Сюжет
Психолог Джейн приезжает в глухую деревушку, чтобы помочь в расследовании потрясшего эти места события: девочка Дороти Миллс, которую в деревне считают одержимой дьяволом, пыталась убить грудного ребёнка своих соседей. В ходе расследования, Джейн сближается с ней, однако понимает, что в голове у Дороти «живут» ещё несколько людей… Как врач, Джейн начинает считать, что девочка больна шизофренией, но как человек понимает, что возможно разгадка поведения Дороти кроется в страшной тайне, которую скрывают местные жители…

## В ролях
- Карис ван Хаутен — Джейн ван Допп
- Дженн Мюррэй — Дороти Миллс
- Дэвид Уилмот — Колин Гэрриван
- Гер Райан — Эйлин Макмахон
- Дэвид Ганли — Эйден Кирсли
- Гэри Льюис — пастор Росс
- Райна О’Грейди — миссис Макклиллан
- Джо Хэнли — Пол Фэллон
- Гэвин О`Коннор — Джон Маккарти
- Шарлин Маккенна — Мэри Макмахон
- Мари Маллен — жена владельца гаража